# Andreas Mikhalakópulos
Andreas Mikhalakópulos (en grec Ανδρέας Μιχαλακόπουλος, Aquea, 1876 - Atenes, 1938) va ser un polític liberal grec del període de entreguerra, que va servir com a Primer Ministre del 7 d'octubre de 1924 al 26 de juny de 1925.
Era un membre de la cúpula del "Komma Fileleftheron" (el partit liberal) i un estret col·laborador del seu fundador, Elevthérios Venizelos. Amb Venizelos va participar en les negociacions dels tractats de Sèvres i Lausana, i va signar com a Ministre d'Afers exteriors el conveni turc-grec d'amistat (també coneguda sota el nom de Tractat d'Ankara) el 30 d'octubre de 1930.
Va ocupar llocs importants a diversos governs liderats per Venizelos, Aléxandros Zaïmis i Konstantinos Tsaldaris; Ministre d'Afers exteriors (1928 - 1933), Ministre d'Economia (1912 - 1916), Ministre d'Agricultura (1917 - 1918, 1920), Ministre de Defensa (1918). Per oposar-se a la dictadura militar de Ioannis Metaxàs, va ser enviat en exili polític a l'illa d'Aturs en 1936, on moriria dos anys més tard.